# 地域熱供給
地域熱供給（ちいきねつきょうきゅう、District heating）は、ひとまとまりの地域（あるいは複数の建築物）に、熱供給設備（地域冷暖房プラント）から温水・蒸気・冷水などの熱媒を配管を通じて供給し、給湯・暖房・冷房・融雪などを行うシステムまたはそれを行う公益事業。建築物の空調用に行われるものは地域冷暖房（略称として地冷）とも呼ばれる。

## システム
地域熱供給は従来の需要家ごとの熱源（個別冷暖房方式等）とは異なり、地域単位で集中的・効率的に熱源（冷暖房）を運転することでエネルギーの利用効率を高めるシステムである。 複合用途の需要の組み合わせにより、排熱を有効利用することができる。
エネルギーセンターで蒸気・温水・冷水等を製造（または下水処理施設やごみ処理施設などの廃熱等を利用）し、蓄熱槽に貯え、パイプラインである地域導管を通して各建物に熱源を供給する。

## 利点と欠点
単独のビルなどで個別に熱源設備を設けるよりも次のような利点がある。
- 熱利用の時間差により熱源容量の縮減が可能である。
- 個別設置より設置面積が小さい。
- 大規模化による機器の効率の向上が可能である。
- 未利用エネルギーの利用による省エネルギー・温室効果ガス排出量削減がより容易である。
- 少数の運転要員で運用できる。

問題として次のような点がある。
- 配管の敷設など初期投資が大きい。
- 管路が長くなると維持管理や熱媒の搬送の費用が増大する。

## 歴史
1875年、ドイツ帝国において世界初の地域暖房、1893年にハンブルクでコジェネレーションによる地域暖房が開始された。以後、寒冷な北ヨーロッパを中心に、蒸気による暖房を行うものが徐々に設置されるようになった。1950年代には、都市開発に伴い急速に普及した。
1970年代のオイルショック以降、石油代替エネルギー導入のために燃料転換や新規導入が行われた。また、温暖な地域においても、冷房・暖房双方を行うものが設置されるようになった。

## 各国の取り組み

### 日本
日本においては、国や地方公共団体の助成措置・補助金等により、地域熱供給の導入が促進されている。
- 地域熱供給施設を容積率に算入しない。
- 日本政策投資銀行・環境事業団による低利融資制度。
- 未利用エネルギー活用の事業調査費補助。
- 優遇税制

なお、都市施設（供給施設又は処理施設）として、都市計画決定や道路管理者との協議がその導入に必要となる場合がある。

#### 熱供給事業
熱供給事業は、需要家と資本関係のない第三者または自家使用にならない複数の建築物に、加熱能力21GJ/時以上の人為的に加熱した熱媒体を供給する、営利を目的とした公益事業である。
2017年4月現在、76社の事業者が134地点で事業を行っている。

#### 法律
- 熱供給事業法
- 都市計画法
- 建築基準法

### デンマーク
デンマークにおいてはオフィス街のみならず住宅地においても地域熱供給（地域暖房）システムが普及しており、1990年代末の加入率は全戸数の約50%、大都市域では65～70%に上る。優れた断熱技術と低温運転により熱損失を低減するとともに、エネルギー効率90%を達成する熱電併給が約60%の地域暖房で導入されている。
デンマークの地域熱供給事業においては、化石燃料以外にバイオマス等の多様な燃料が利用できる柔軟な技術の導入を図っているほか、事業体（1990年代末時点で約330者）のほとんどが消費者所有（残りは地方公益事業体）であり、住民参加により運営されているという特徴がある。

### 中国
中華人民共和国では、主に山東省以北の都市に「暖気」「供暖」と呼ばれる公共暖房が普及している。地域ごとに集中したボイラー室があり、各建物に配管を通して供給する。